# 벨라루스 공화국 국립은행
벨라루스 공화국 국립은행(벨라루스어: Нацыянальны банк Рэспублікі Беларусь)은 벨라루스의 국립은행으로, 본부는 민스크에 있다.